# Freycenet-la-Cuche
Freycenet-la-Cuche település Franciaországban, Haute-Loire megyében. Lakosainak száma 105 fő (2022. január 1.). Freycenet-la-Cuche Le Béage, Issarlès, Les Estables, Freycenet-la-Tour, Le Monastier-sur-Gazeille és Présailles községekkel határos.

## Népesség
A település népességének változása:
| Lakosok száma | 367  | 216  | 176  | 149  | 111  | 107  | 106  | 105  | 105  | 105  |
|               | 1968 | 1982 | 1990 | 2006 | 2013 | 2015 | 2017 | 2019 | 2020 | 2022 |